# Alexa Nikolas
Alexa Helen Nikolas (* 4. April 1992 in Chicago, Illinois) ist eine US-amerikanische Schauspielerin griechischer Abstammung.

## Leben
Alexa Nikolas wurde im April 1992 als einziges Kind der Immobilienmaklerin Alexandra Nikolas in Chicago im US-Bundesstaat Illinois geboren. Ihre Großmutter war Miss Texas. Nikolas trat in verschiedenen Fernsehserien auf, jedoch war die Rolle der Nicole Bristow in der Nickelodeon-Serie Zoey 101 ihre bisher bekannteste. Nikolas war aber nur in den ersten beiden Staffeln zu sehen. Gerüchten zufolge soll es Streit mit der Hauptdarstellerin Jamie Lynn Spears und ihrer Schwester Britney Spears gegeben haben. In ihrem Myspace-Video-Blog teilte sie jedoch mit, dass sie freiwillig aus der Sendung ausgestiegen sei. In der dritten Staffel der Serie wird kurz über Nicoles Verbleiben gesprochen, wobei herauskommt, sie sei auf eine reine Mädchenschule gewechselt, da ihre Eltern meinten, dass die vielen Jungen an der Schule Nicole zu sehr ablenken.
Nikolas war außerdem im Musikvideo zu Vanessa Hudgens’ Single Come Back to Me zu sehen.
Seit dem 22. Februar 2012 ist sie mit einem kanadischen Musiker verheiratet.

## Filmografie (Auswahl)
- 1999: Fünf Freunde in geheimer Mission (P.U.N.K.S.)
- 1999: Love Boat: The Next Wave (Fernsehserie, 1 Episode)
- 2000–2002: That’s Life (Fernsehserie, 4 Episoden)
- 2001: Zoolander
- 2001: Charmed – Zauberhafte Hexen (Charmed, Fernsehserie, 1 Episode)
- 2001: King of Queens (The King of Queens, Fernsehserie, 1 Episode)
- 2002: Even Stevens (Fernsehserie, 1 Episode)
- 2002: Ted Bundy
- 2002–2003: Hidden Hills (Fernsehserie, 17 Episoden)
- 2003: Tiptoes
- 2004: Without a Trace – Spurlos verschwunden (Without a Trace, Fernsehserie, 1 Episode)
- 2004: Motocross Kids
- 2005: Für alle Fälle Amy (Judging Amy, Fernsehserie, 1 Episode)
- 2005: Emergency Room – Die Notaufnahme (ER, Fernsehserie, 1 Episode)
- 2005: Revelations (Miniserie, 6 Episoden)
- 2005–2006: Zoey 101 (Fernsehserie, 26 Episoden)
- 2007: Cold Case – Kein Opfer ist je vergessen (Cold Case, Fernsehserie, 1 Episode)
- 2007: Hotel Zack & Cody (The Suite Life of Zack and Cody, Sitcom, 2 Episoden)
- 2008: CSI: Miami (Fernsehserie, 1 Episode)
- 2008: Ghost Whisperer – Stimmen aus dem Jenseits (Ghost Whisperer, Fernsehserie, 1 Episode)
- 2009: Supernatural (Fernsehserie, Episode 4x11)
- 2009: Heroes (Fernsehserie, 1 Episode)
- 2009: Stephen Kings Kinder des Zorns (Children of the Corn, Fernsehfilm)
- 2009: Drop Dead Diva (Fernsehserie, 1 Episode)
- 2010: Criminal Minds (Fernsehserie, 1 Episode)
- 2011: Lie to Me (Fernsehserie, 1 Episode)
- 2012: School of the Living Dead – Nachsitzen mit Zombies (Detention of the Dead)
- 2012–2013: The Walking Dead (Fernsehserie, 3 Episoden)
- 2013: Mad Men (Fernsehserie, 2 Episoden)

## Auszeichnungen
- 2005 bekam Zoey 101 mit Jamie Lynn Spears den Kids Choice Award.
- 2005 wurde Zoey 101 als Beste Kinderserie für den Emmy nominiert.
- 2006 bekamen die Hauptdarsteller von Zoey 101 den Young Artist Award für Bestes Ensemble einer Fernsehserie.